# Anita Rée
Anita Rée (née le 9 février 1885 à Hambourg ; morte le 12 décembre 1933  à Kampen) est une peintre d'avant-garde de la République de Weimar.

## Biographie
Fille d’un commerçant juif de Hambourg, Anita Rée et sa sœur furent baptisées protestantes. Anita Rée prit des leçons de peinture avec Arthur Siebelist (de) avant de rejoindre Franz Nölken et Friedrich Ahlers-Hestermann (de), puis elle apprit à dessiner des nus chez Fernand Léger à Paris durant l'hiver 1912-13. En 1914, elle fit la connaissance du poète Richard Dehmel.
En 1919, elle fit partie des fondateurs de la Hamburgische Sezession (de) et fit la connaissance d'artistes tels que Gretchen Wohlwill (de), Alma del Banco ou Franz Radziwill.
Puis elle vécut en Italie de 1922 à 1925 (à Positano) et s'inscrivit dans le courant de la Nouvelle Objectivité. Elle revint en Allemagne en 1926 où elle fut cofondatrice du GEDOK (une association de femmes artistes, aujourd'hui la plus importante d'Allemagne), avec Ida Dehmel. En 1929 et 1931, elle réalisa des fresques sur des bâtiments construits par l'architecte Fritz Schumacher, et en 1930, elle reçut une commande pour réaliser un triptyque dans l'église Ansgarkirche (Hamburg-Langenhorn) (de), en construction, mais, comme ce qu'elle faisait ne convenait pas à la communauté, elle fut dessaisie du projet. Dénoncée comme juive, elle s'exila sur l'île de Sylt où elle se suicida en 1933.
Anita Rée réalisa le seul portrait de Carl Einstein.

### Fresques et peintures murales

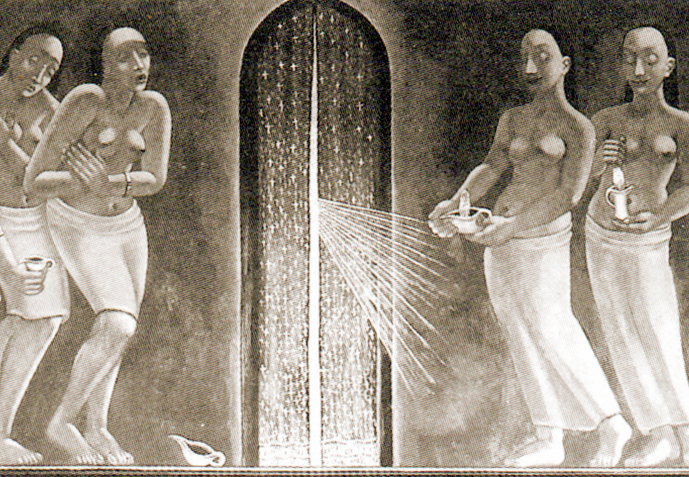
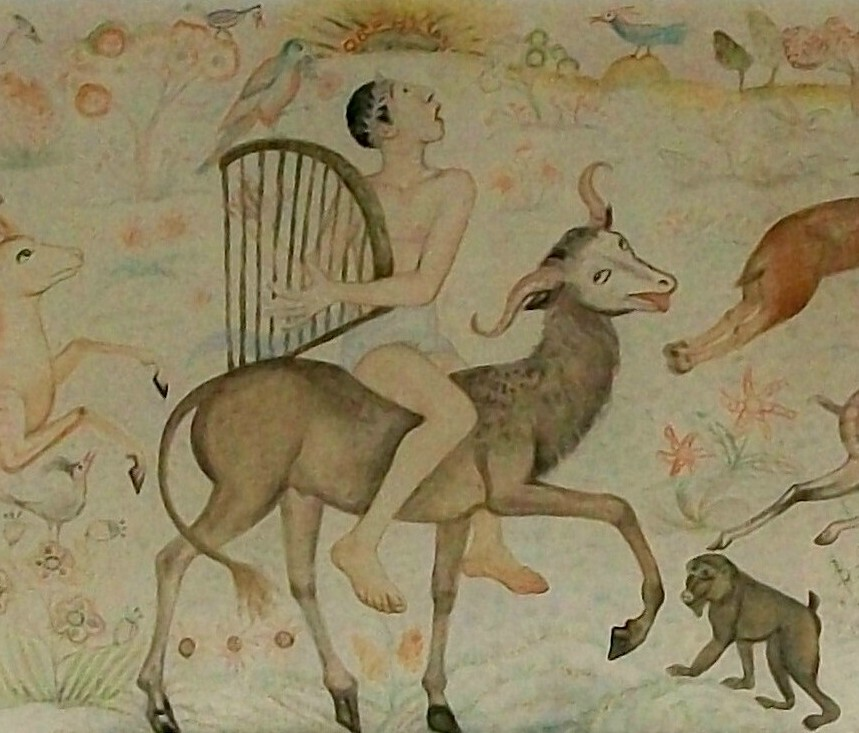
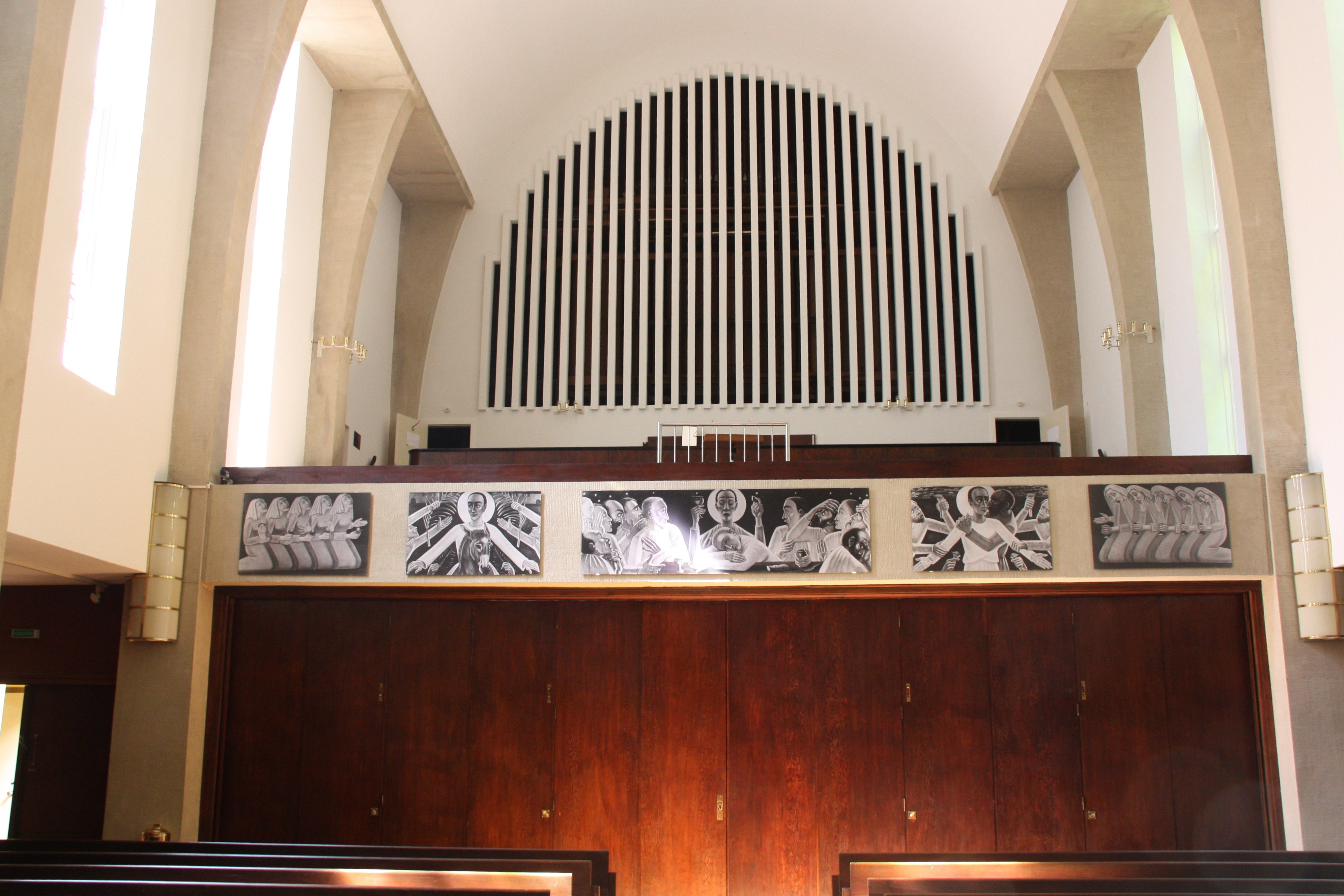
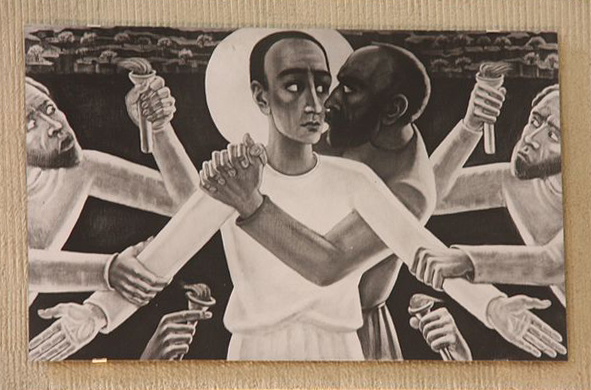
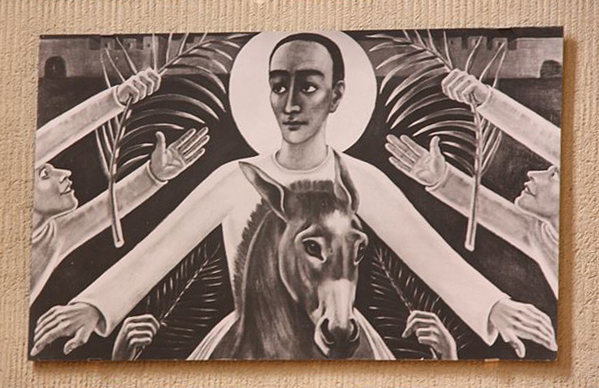

### Paysages

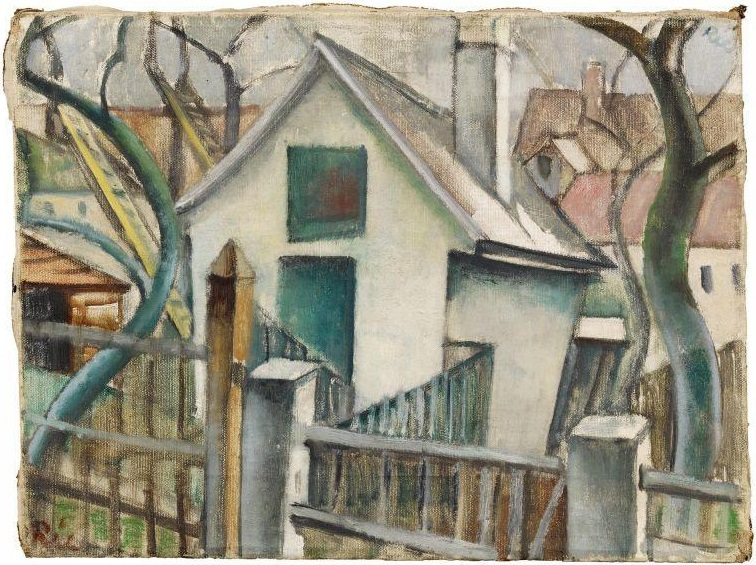
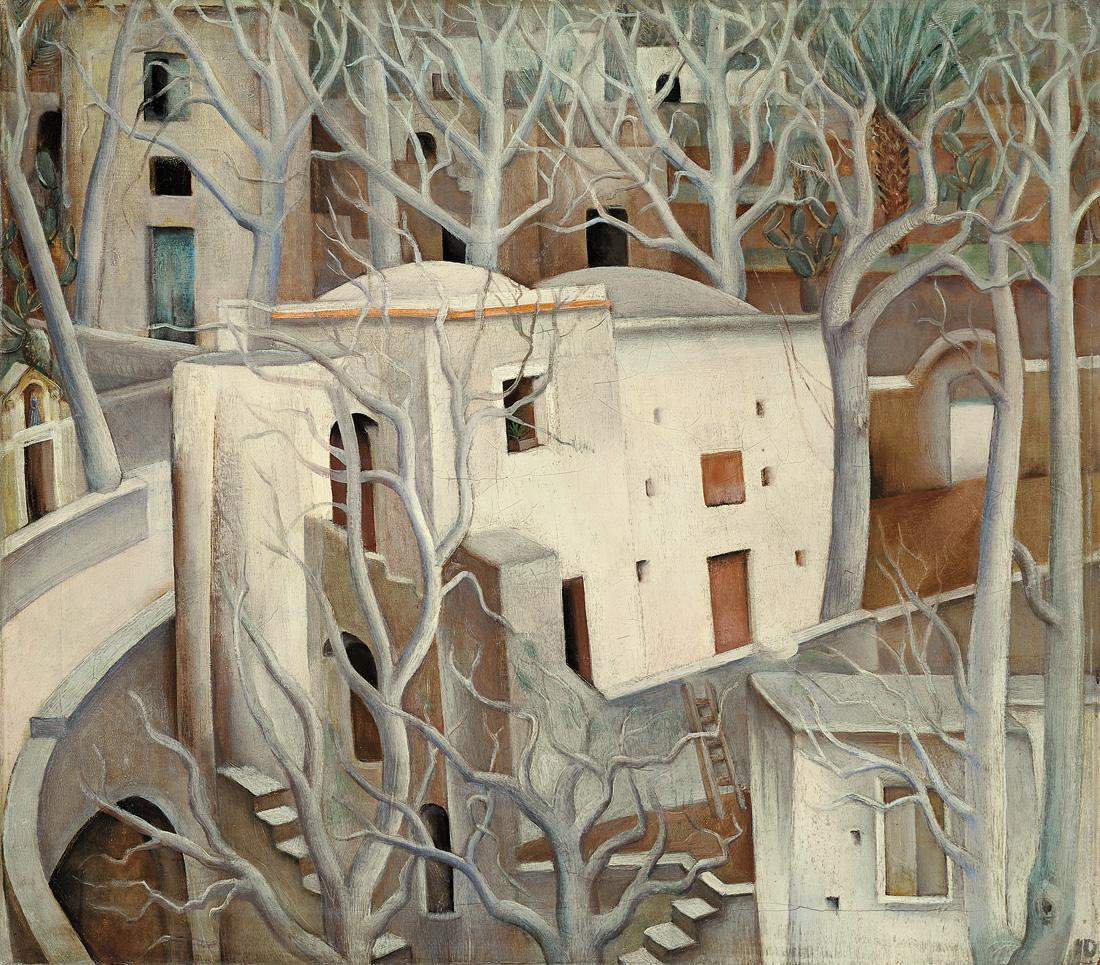
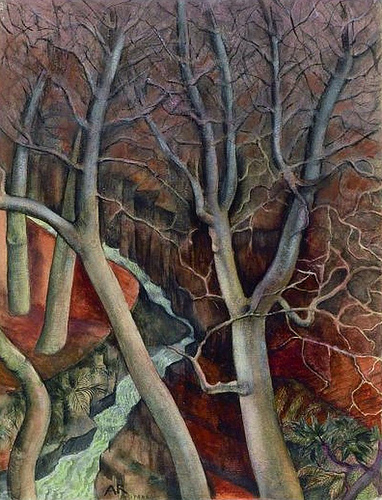
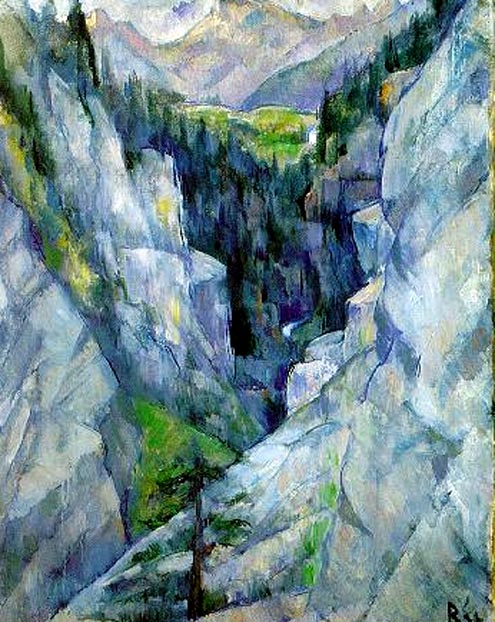

### Nus

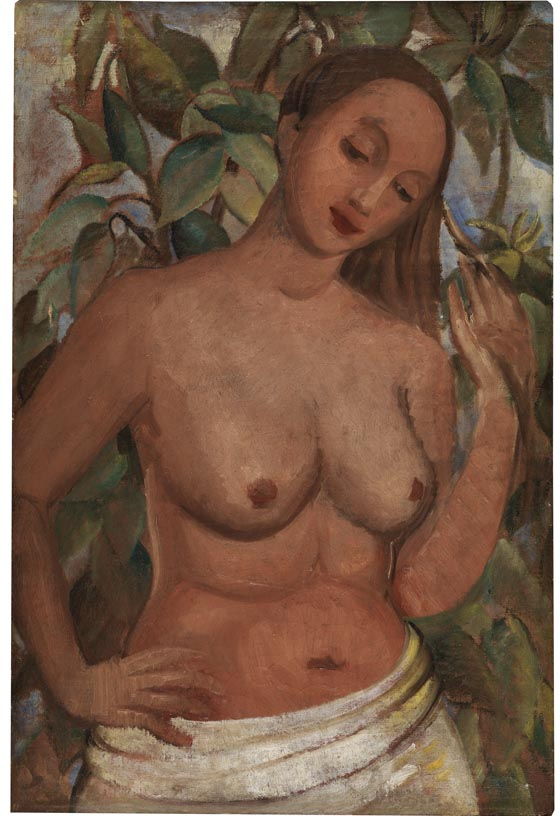
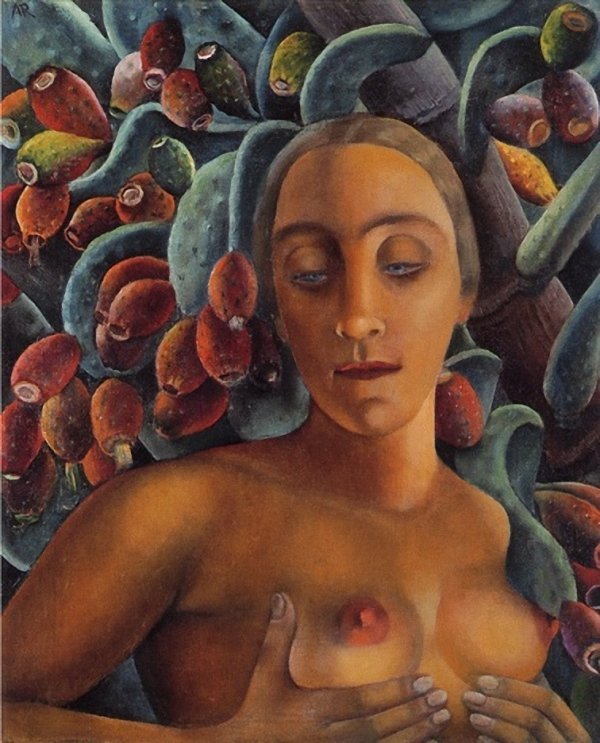
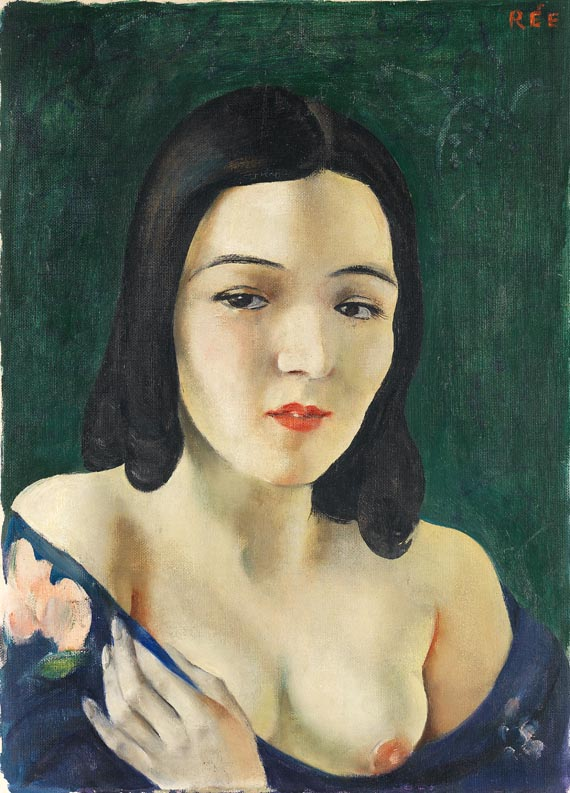

## Galerie

### Portraits

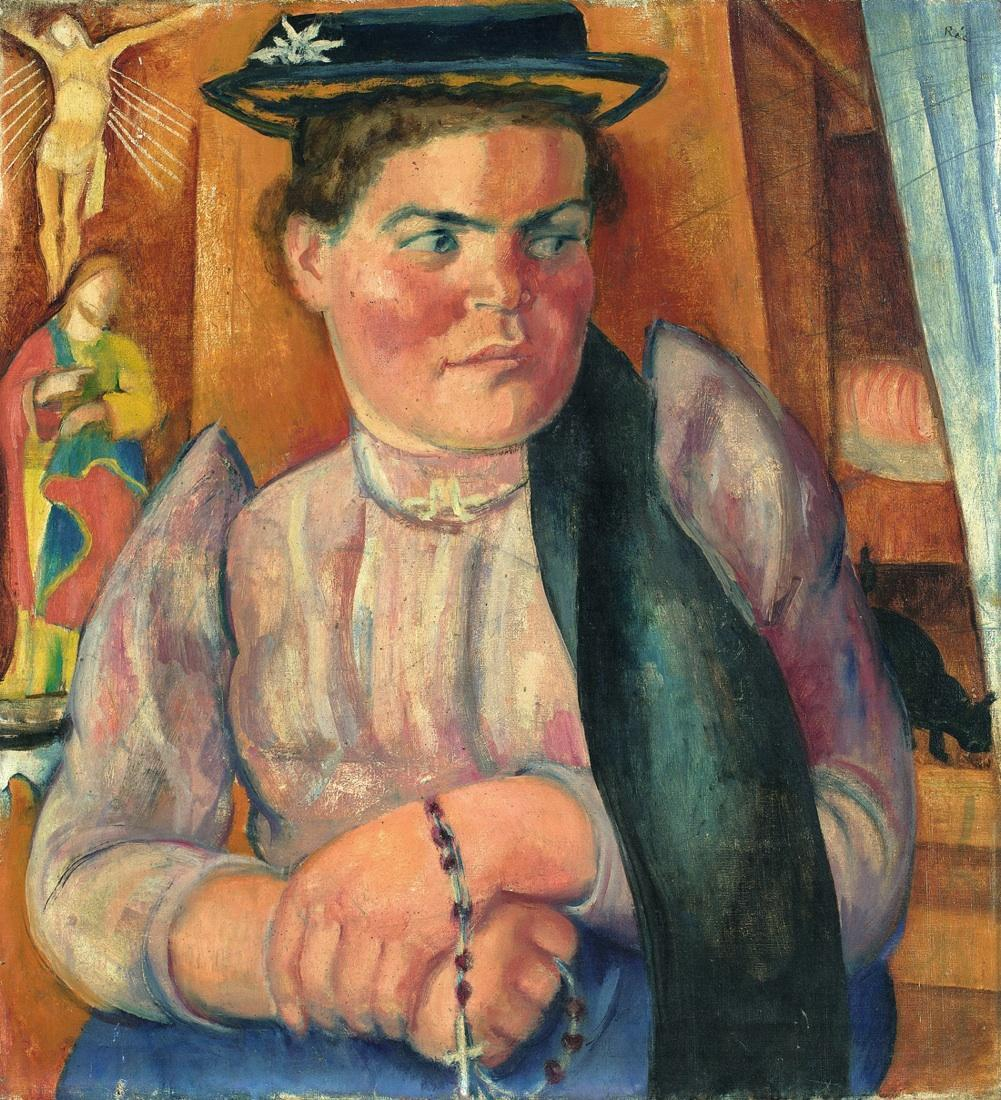
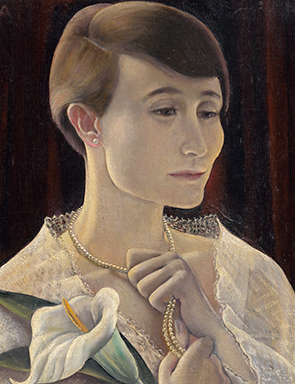
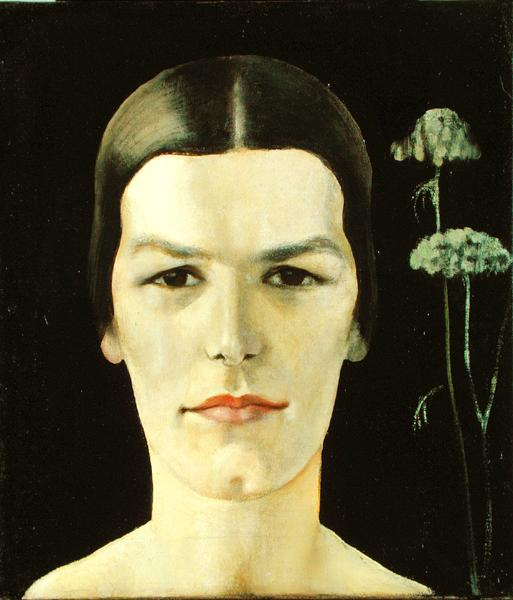
1920
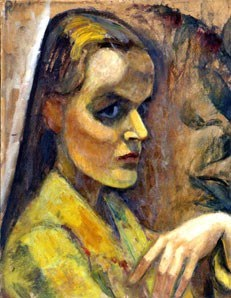
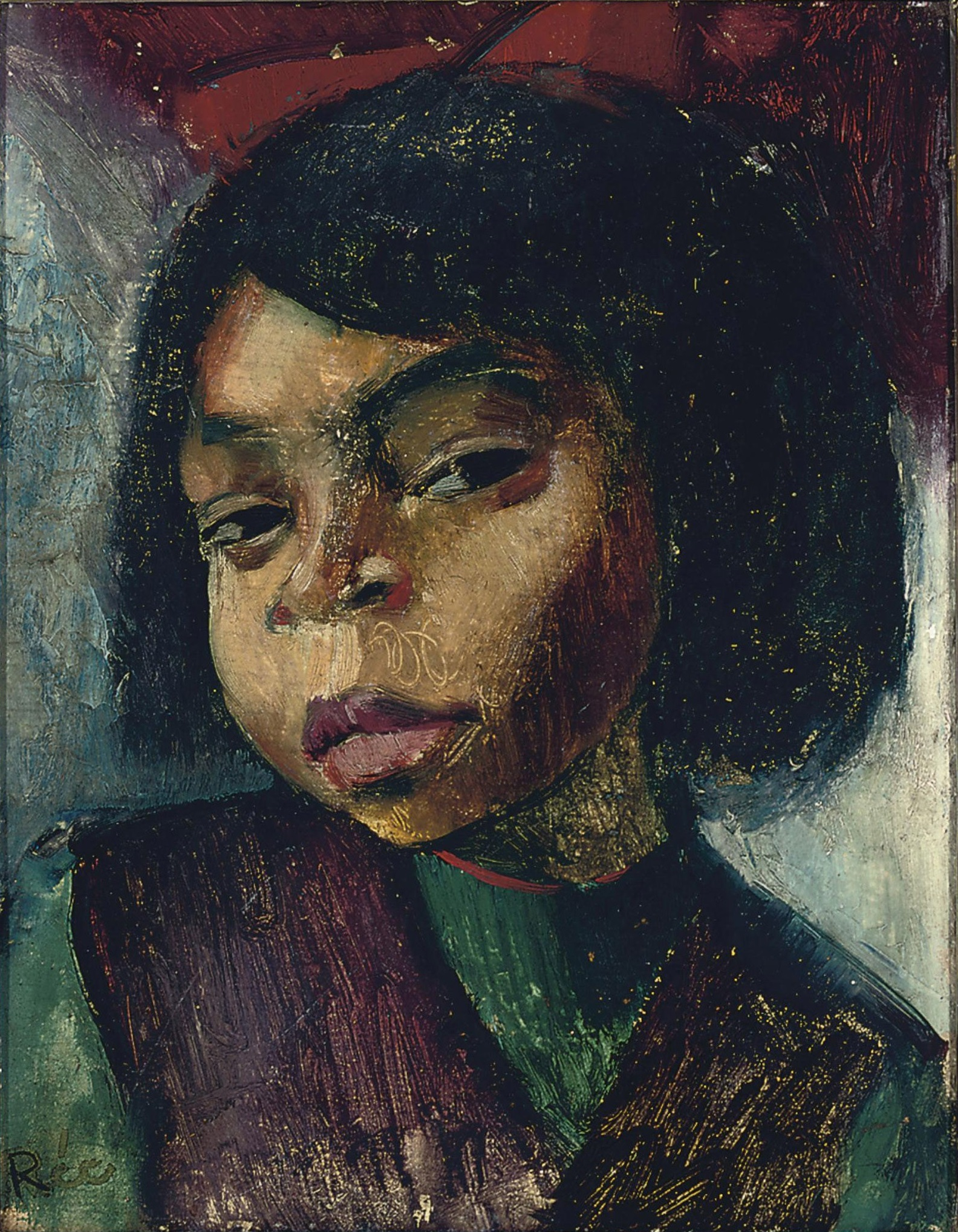
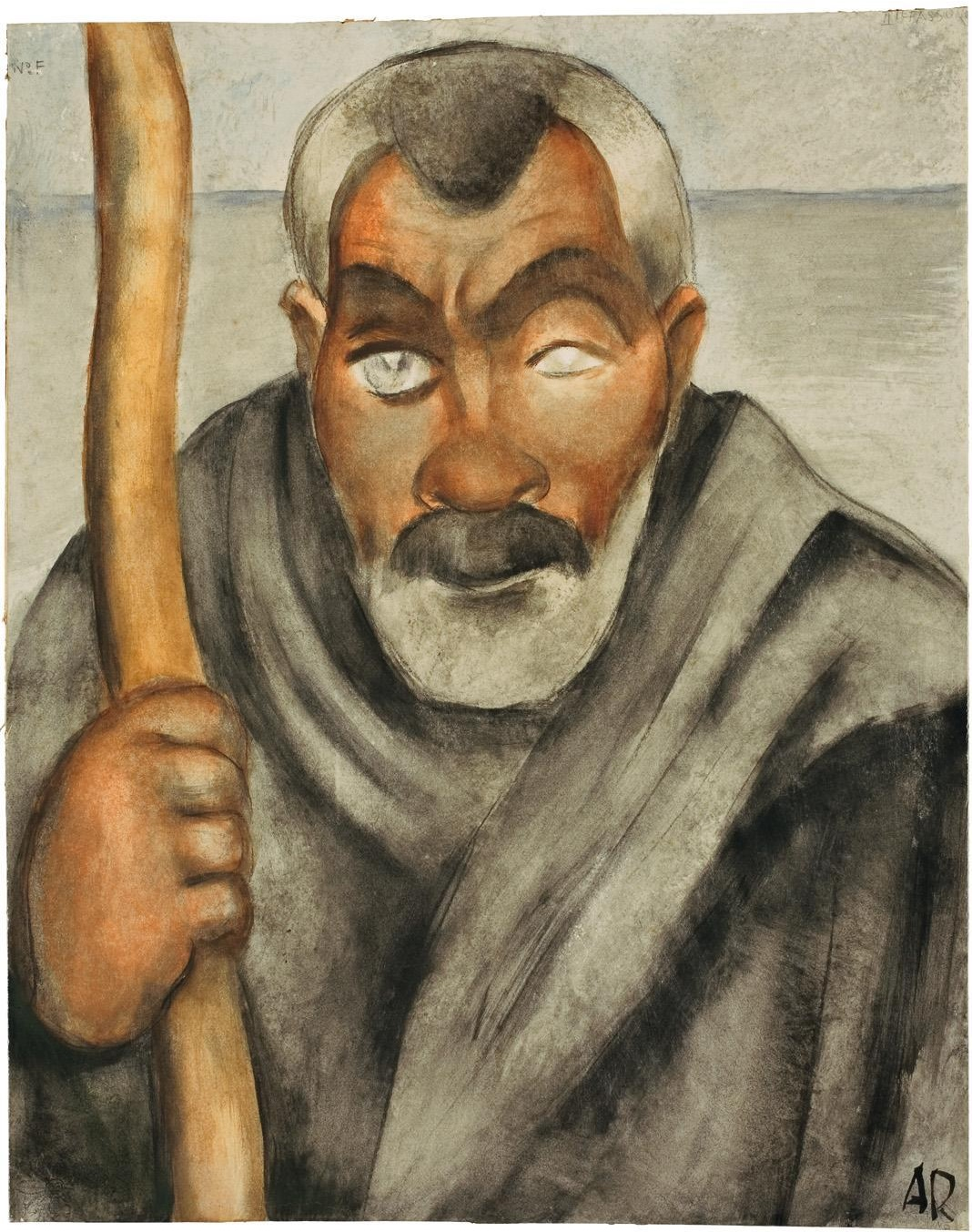
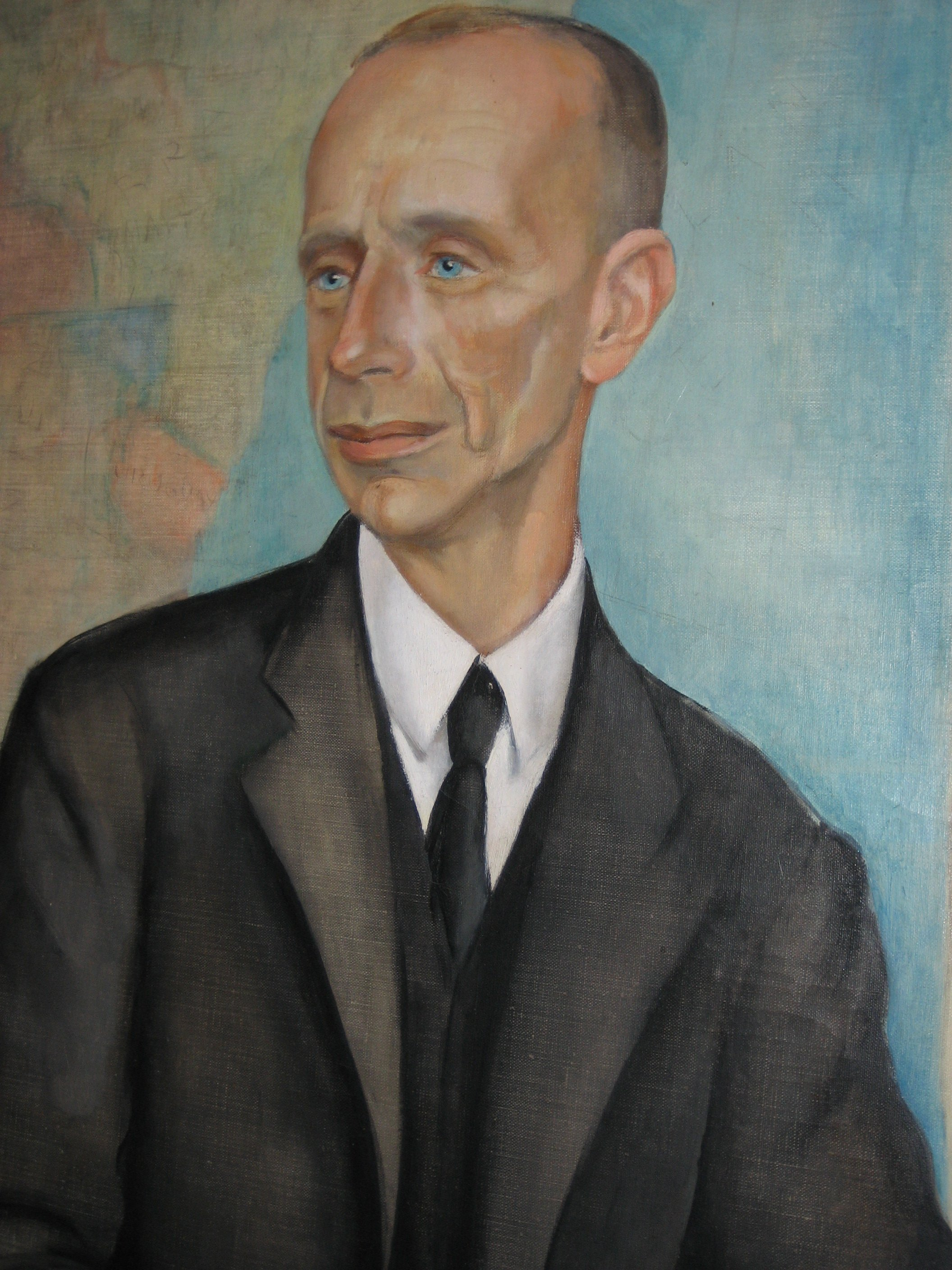
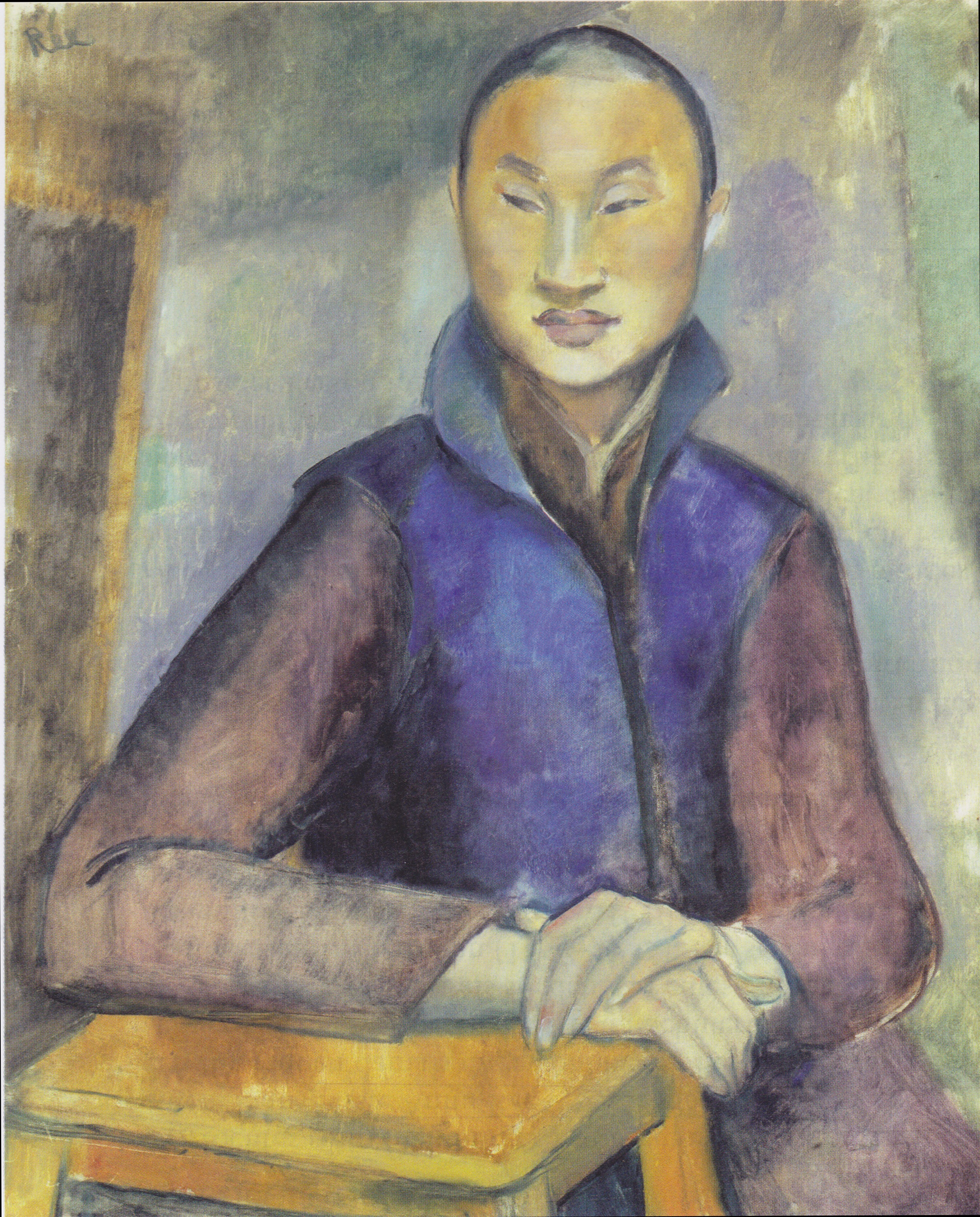

### Autoportraits

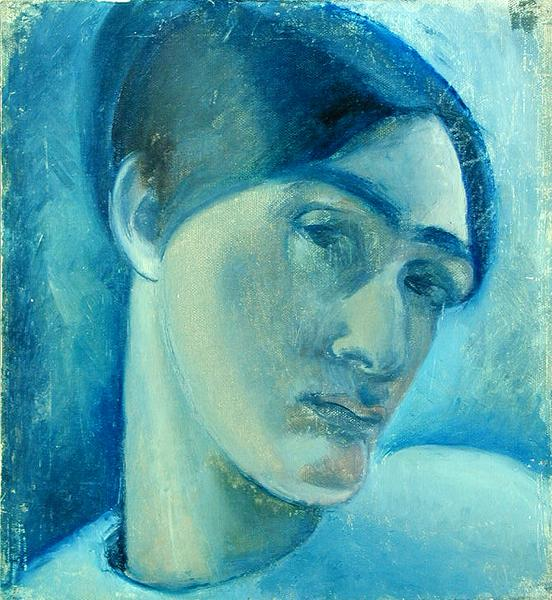
1915
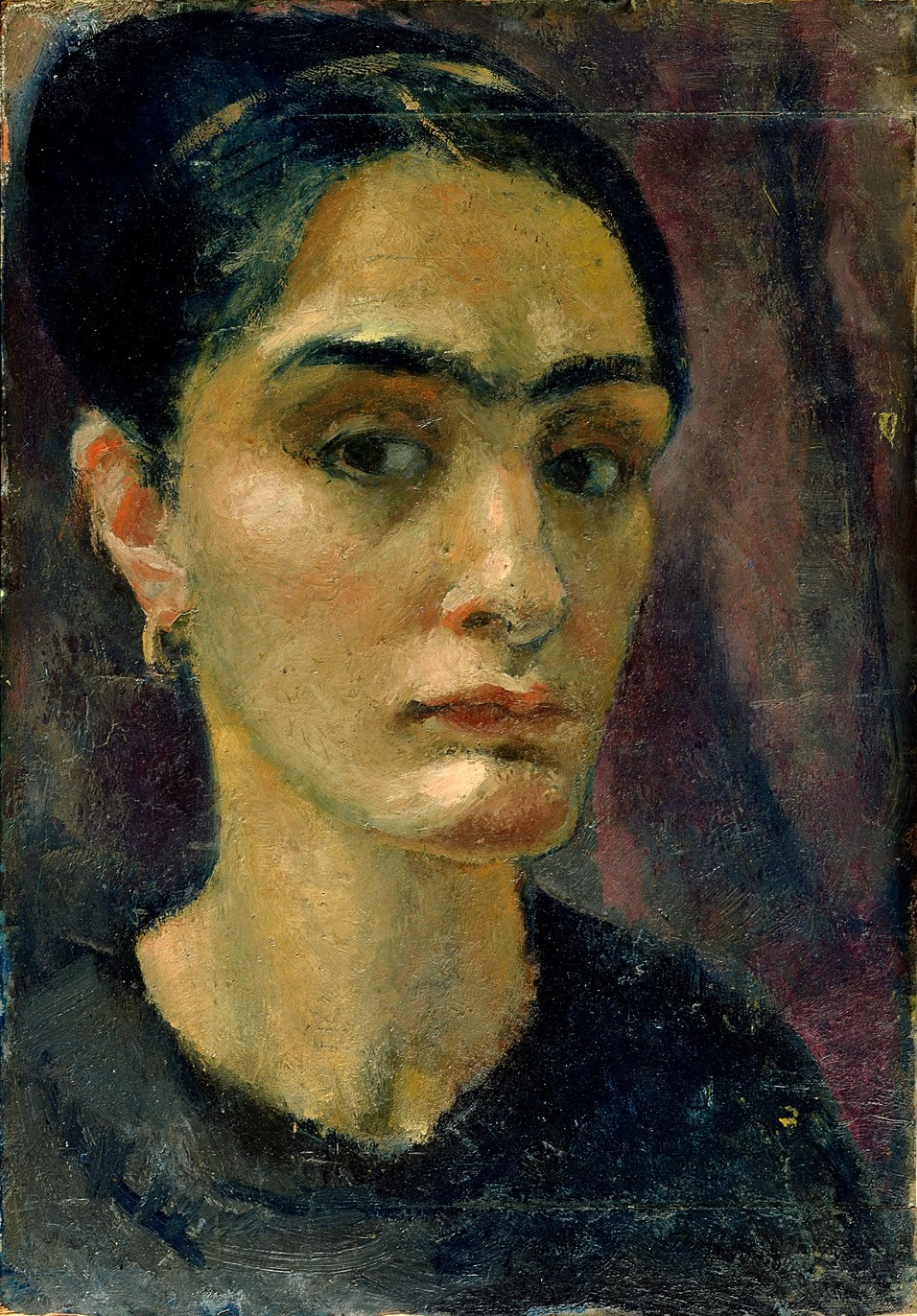
vers 1925
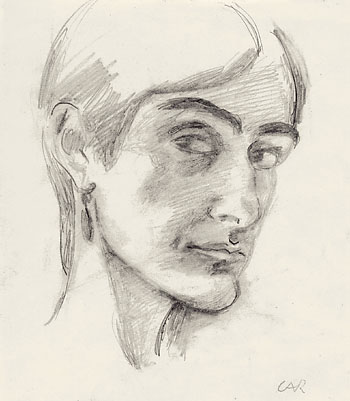
1932

## Expositions
- Anita Rée. Retrospektive. Hamburger Kunsthalle. 06.10.2017 - 04.02.2018